# Schwedische Badmintonmeisterschaft 2009
Die Schwedische Badmintonmeisterschaft 2009 fand vom 30. Januar bis zum 1. Februar 2009 in Varberg statt.

## Medaillengewinner
| Disziplin    | Gold                             | Silber                       | Bronze                                |
| ------------ | -------------------------------- | ---------------------------- | ------------------------------------- |
| Herreneinzel | Henri Hurskainen                 | Mattias Wigardt              | Gabriel Ulldahl                       |
| Herreneinzel | Henri Hurskainen                 | Mattias Wigardt              | Sartono Ekopranoto                    |
| Dameneinzel  | Zhang Xi                         | Anastasia Kudinova           | Sophia Hansson                        |
| Dameneinzel  | Zhang Xi                         | Anastasia Kudinova           | Jessica Carlsson                      |
| Herrendoppel | George Rimarcdi Rizal Fadillah   | Joakim Andersson Zhang Yi    | Joel Johansson-Berg Peder Nordin      |
| Herrendoppel | George Rimarcdi Rizal Fadillah   | Joakim Andersson Zhang Yi    | Sebastian Gransbo Johan Kasperi       |
| Damendoppel  | Emelie Lennartsson Emma Wengberg | Sanne Ekberg Jennie Carlsson | Johanna Karttunen Sandra Pettersson   |
| Damendoppel  | Emelie Lennartsson Emma Wengberg | Sanne Ekberg Jennie Carlsson | Amanda Högström Cecilia Bjunér        |
| Mixed        | Björn Fredriksson Elin Bergblom  | Tim Foo Anastasia Kudinova   | Jan-Eric Antonsson Emelie Lennartsson |
| Mixed        | Björn Fredriksson Elin Bergblom  | Tim Foo Anastasia Kudinova   | Joel Johansson-Berg Amanda Högström   |